# Béatrice Descamps (femme politique, 1961)
Pour les articles homonymes, voir Béatrice Descamps et Descamps.
Béatrice Descamps, née Marquilly le 24 avril 1961 à Valenciennes (Nord), est une femme politique française. Membre de l'Union des démocrates et indépendants (UDI) et du Parti radical (PRV), elle est élue députée en 2017 et réélue en 2022.

## Biographie

### Carrière professionnelle
Institutrice de profession, Béatrice Descamps a poursuivi sa carrière en tant que directrice d'école à Crespin. 

### Parcours politique

#### Mandats locaux
Lors des élections municipales de 2008, elle est élue conseillère municipale de Thivencelle (Nord), commune de 800 habitants. Elle devient la première adjointe de la commune après le décès de son père en 2009. Réélue lors des élections municipales de 2014, elle démissionne de ses fonctions d’adjointe au maire en 2017 à la suite de son élection comme députée, conformément à la loi sur le cumul des mandats, mais reste membre du conseil municipal. Elle est réélue en 2020.
Elle est élue conseillère départementale du Nord dans le canton de Marly, en binôme avec Jean-Noël Verfaillie, lors des élections départementales de 2015,. Leur ticket rassemble 57,8 % des suffrages face au FN.
Candidate à sa réélection lors des élections départementales de 2021, elle arrive largement en tête au premier tour avec 50,7 % des suffrages exprimés, mais la forte abstention ne lui permet pas d'être directement élue,. Elle est réélue au second tour avec 67,1 % des voix, en binôme avec Jean-Noël Verfaillie.

#### Députée
À l'occasion des élections législatives de 2017, elle se présente à la succession de Laurent Degallaix, qui devient son suppléant, dans la vingt et unième circonscription du Nord. Sans candidat de La République en marche face à elle, Béatrice Descamps arrive en tête du premier tour, avec 33,3 % des voix, devant les candidates du Front national (21,9 %) et de La France insoumise (14 %). Au second tour, elle est élue députée avec 62,7 % des suffrages face à Valérie Caudron, candidate FN,.
À l’Assemblée nationale, Béatrice Descamps siège au sein du groupe UDI, Agir et indépendants. Elle est membre de la commission des Affaires culturelles et de l'Éducation et co-présidente du groupe d'études Handicap Inclusion.
Le 3 avril 2018, elle est nommée par Jean-Christophe Lagarde, président de l'UDI, secrétaire générale adjointe du parti.
Candidate à sa succession lors des élections législatives de 2022 en tant qu'affiliée au Parti radical, elle arrive en tête à l'issue du premier tour avec 35,4 % des voix et est réélue députée au second tour avec 57,1 % des suffrages exprimés, face à la candidate du Rassemblement national.
Alors que son second mandat est écourté le 9 juin 2024 en raison d'une dissolution parlementaire décidée par Emmanuel Macron, Béatrice Descamps décide de ne pas se représenter aux élections législatives anticipées,.

## Controverses et polémiques
Le 19 octobre 2017, elle fait partie des treize députés élus à ne pas avoir déposé leur déclaration d'intérêts ou de patrimoine à la Haute Autorité pour la transparence de la vie publique (HATVP).
Le 1er février 2018, elle remet avec la députée LREM Aurore Bergé un rapport au ministre de l'Éducation nationale, Jean-Michel Blanquer. Elles y estiment que les professeurs ne sont pas forcément en phase avec les quartiers dans lesquels ils peuvent être mutés et conseillent d'éviter dans les bulletins les remarques « désobligeantes voire stigmatisantes sur le long terme pour l'élève et son orientation », suscitant l'indignation et les moqueries de plusieurs professeurs sur les réseaux sociaux,.